# Droga krajowa B456 (Niemcy)
Droga krajowa 456 (niem. Bundesstraße 456) – niemiecka droga krajowa przebiegająca na osi północny zachód - południowy wschód od węzła Weilburg na B49 koło Weilburga przez Usingen, Bad Homburg vor der Höhe do węzła Oberursel-Nord na A661 koło Oberursel w Hesji.